# Pont du Ruisseau-Leblanc
Le pont du Ruisseau-Leblanc est un pont routier situé en Gaspésie–Îles-de-la-Madeleine qui relie les deux rives du ruisseau Leblanc dans la municipalité de Caplan.

## Description
Le pont est emprunté par la route 132. Il comporte deux voies de circulation soit une voie dans chaque direction. Environ 4700 véhicules empruntent le pont quotidiennement.

## Toponymie
Le nom du pont rappelle que celui-ci traverse le ruisseau Leblanc.